# 河合わかば
河合 わかば（かわい わかば、1960年8月6日 - ）は日本のトロンボーン奏者。米米CLUB、クレイジーケンバンド、ホーンセクション・BIG HORNS BEEのトロンボーン担当。
トロンボーン以外にもサクソフォーン、チューバ、フルートなど管楽器全般を演奏するマルチリード奏者。クレイジーケンバンドではホーンアレンジも担当。

## 来歴
出生は福岡県小倉市（現・北九州市）、育ちは山口県下関市。
中学校の時に管弦楽部に入部し、他に誰もやりたい人がいなかったという理由でトロンボーンを始める。山口県立豊浦高等学校卒業。鹿児島大学中退。
1987年にBIG HORNS BEEに加入。以降米米CLUBのサポート及びレコーディングメンバーとして定着する。
1995年から1997年の解散までは米米CLUBの正式メンバーとしても名を連ねる。
米米解散以降もBIG HORNS BEEとしての活動、多数のバンド・ユニットへの加入をしながら、スタジオミュージシャンとして多くのアーティストのレコーディングにも参加している。
2002年からクレイジーケンバンドに参加。
現在もBIG HORNS BEE、クレイジーケンバンドのメンバーであり、2006年に再結成した米米CLUBのサポートや、スタジオミュージシャンとしても幅広く活動中である。

## 人物・エピソード
- 河合「わかば」という名前は吸っている煙草の銘柄に由来する。尚米米CLUB、BIG HORNS BEEのCD等における名前表記では、他メンバーが本名を記載している項目もステージネームと同じ「河合わかば」となっている。また自身のWebサイト等のプロフィールでは本名を「ヒミツ」「やっぱ教えない」としている。
- BIG HORNS BEE、米米CLUB、クレイジーケンバンド以外のバンド及びユニット活動は、主宰するBARRICADERS、ぶわ～他、mondeskit、The Choice、SHIRO SASAKI Caoba big Band、Boogaloo Band、兄弟HOT！ブラザーズ等多数。
- 趣味は将棋。
- 個性的なイラストを描き、その画力はBARRICADERSのアルバムジャケットや米米CLUBのファンクラブ会報等で度々披露されている。